# Čistec lesní
Čistec lesní (Stachys sylvatica) je vytrvalá léčivá rostlina z čeledi hluchavkovitých.

## Popis
Čistec lesní je 30–120 cm vysoká rostlina, jejímž stonkem je chlupatá lodyha. Listy má dlouze řapíkaté, srdčité, pilovité a chlupaté. Květenstvím je lichopřeslen, plodem tvrdka. Je vytrvalá, kvete od června do září.
Roste převážně na vlhkých, stinných stanovištích v lesích, na pasekách a v křovinách. Areál sahá v souvislém pásu od západní Evropy po Ural a Kavkaz.

## Mezitaxonové vztahy
Spásačem je nosatec Datonychus urticae (Boheman, 1845), pernatuška různožravá (Amblyptilia acanthadactyla, Hübner 1813) a pernatuška orlíčková (Amblyptilia punctidactyla, Haworth 1811). 

## Účinky
Rostlina působí sedativně, snižuje krevní tlak, zvyšuje tonus dělohy, staví krvácení (mírně zvyšuje srážlivost krve), nejčastěji se užívá v gynekologii při silném krvácení, lze ji však použít k zastavení jakéhokoliv krvácení (k tomuto účelu lze použít čerstvého naklepaného listu).

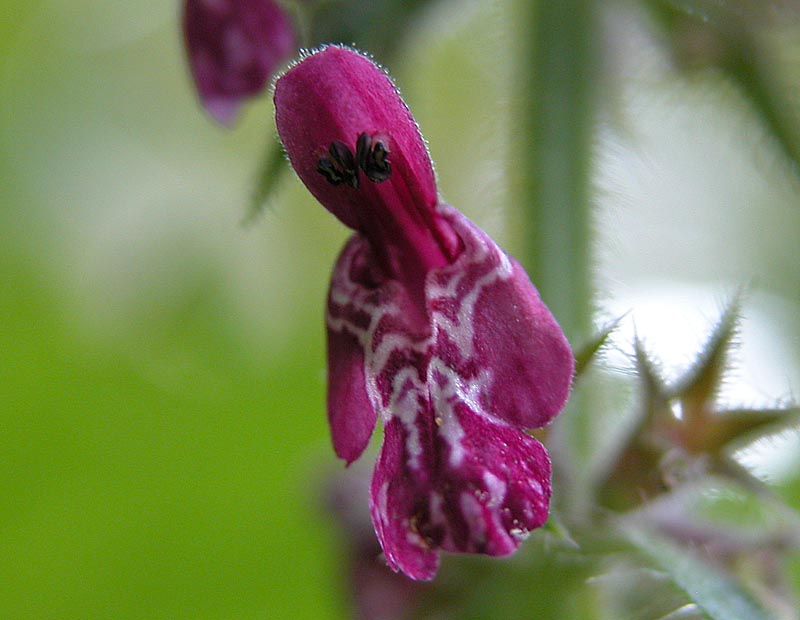
Detail květu
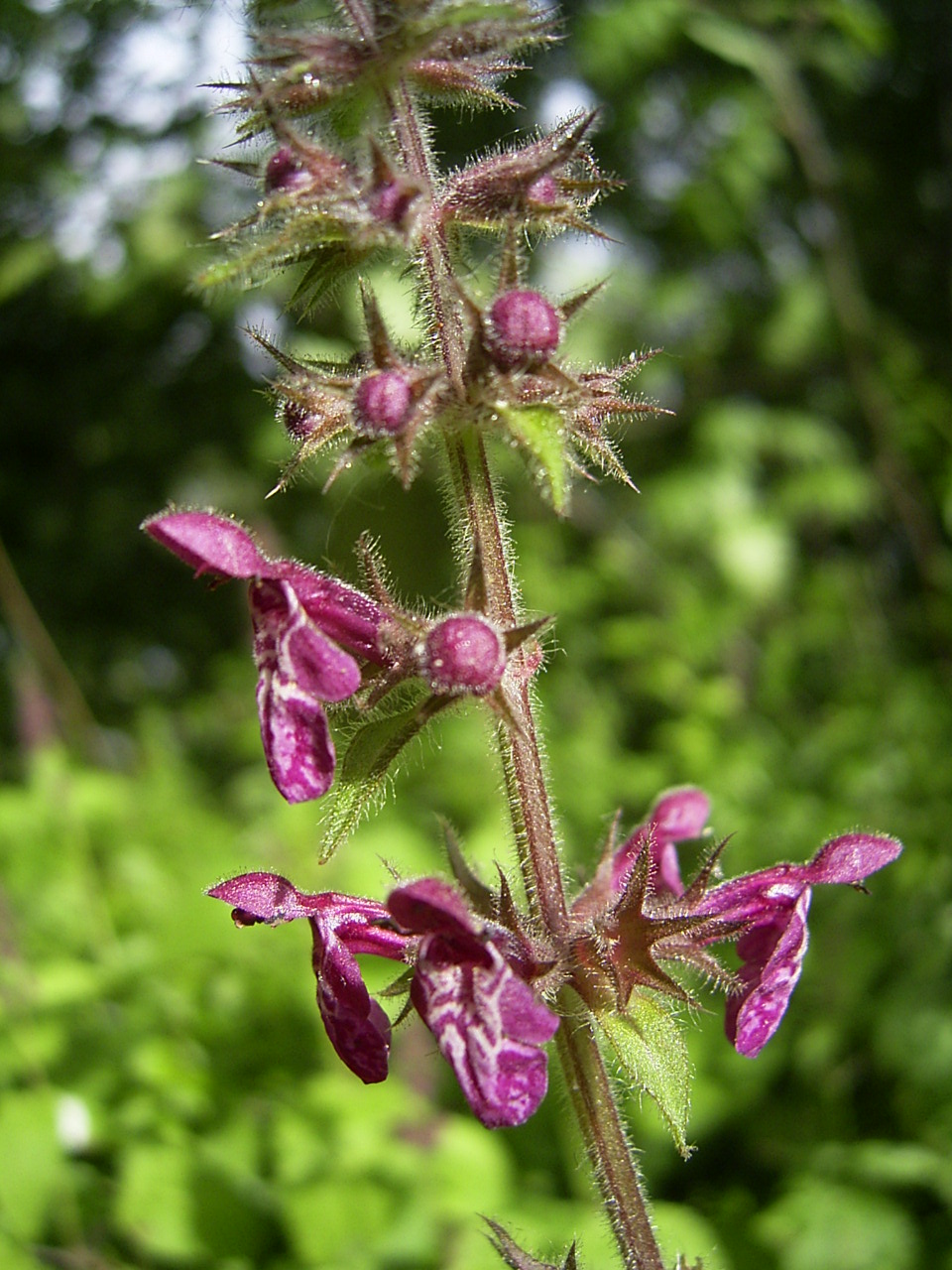
Detail květenství
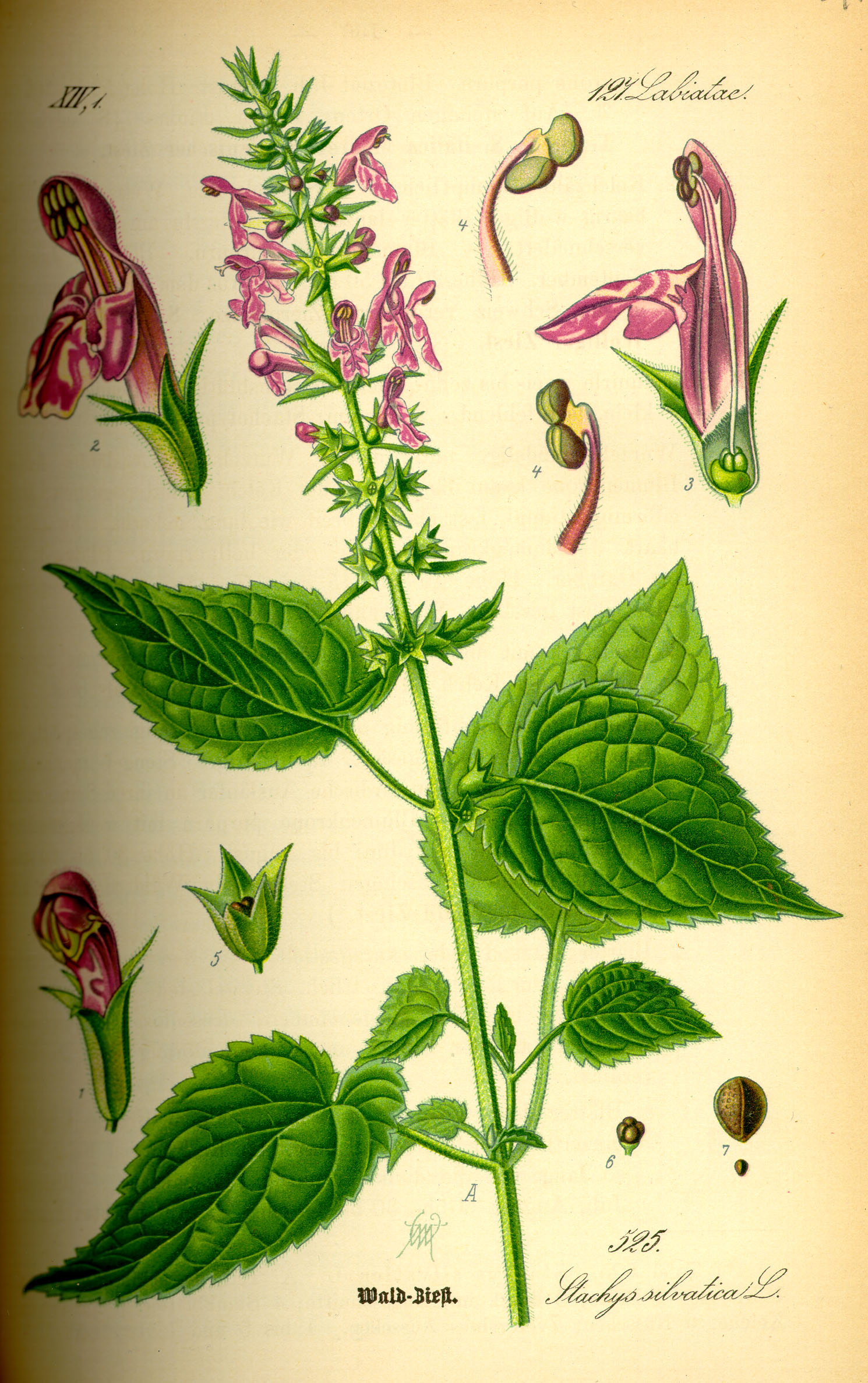
Ilustrace
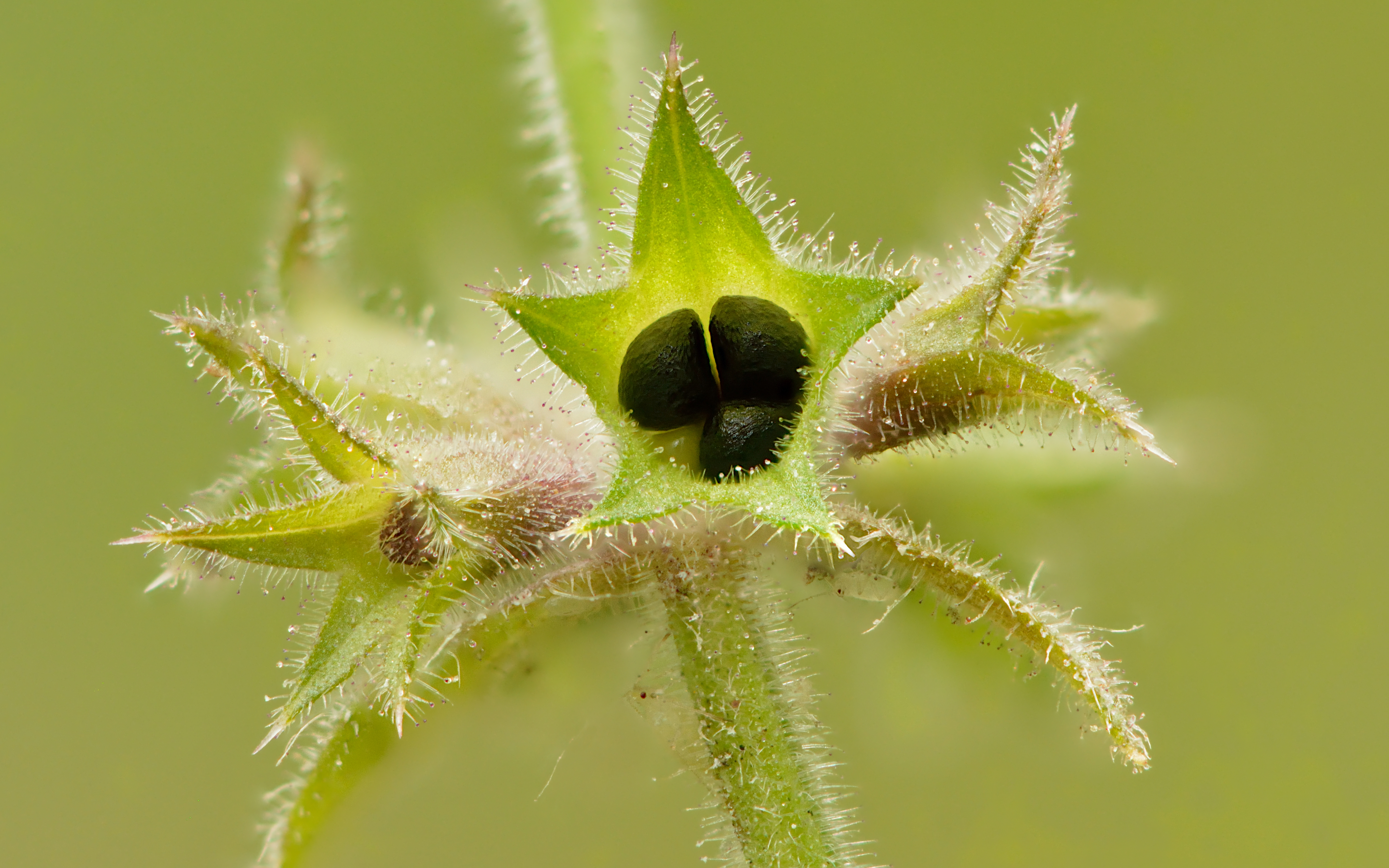